# Lijst van oorlogsmonumenten in Groningen (provincie)

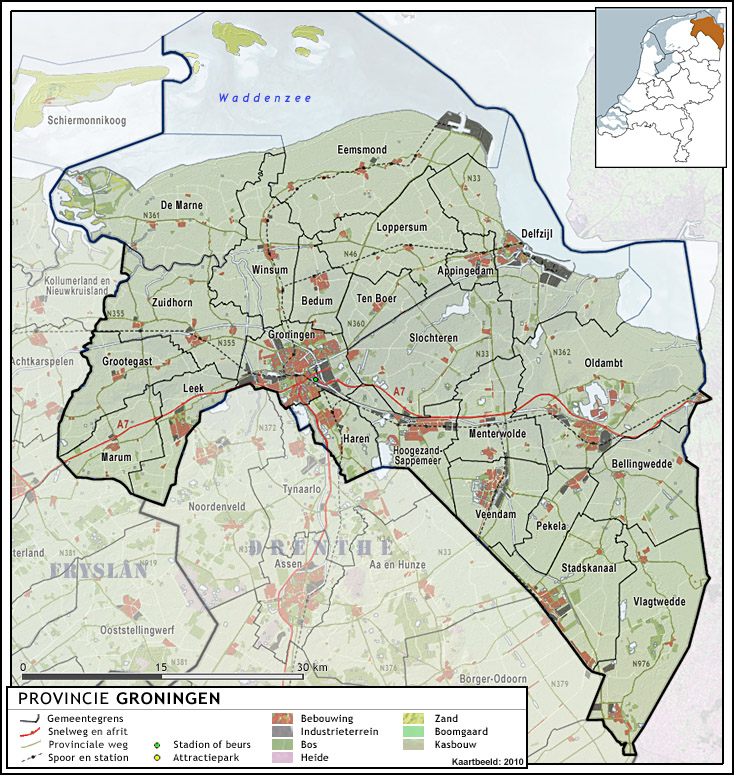
Groningen

In de volgende gemeenten in Groningen bevinden zich oorlogsmonumenten:
- Eemsdelta
- Groningen
- Het Hogeland
- Midden-Groningen
- Oldambt
- Pekela
- Stadskanaal
- Veendam
- Westerkwartier
- Westerwolde